# Ranjît Singh
 (septembre 2009).
Si vous disposez d'ouvrages ou d'articles de référence ou si vous connaissez des sites web de qualité traitant du thème abordé ici, merci de compléter l'article en donnant les références utiles à sa vérifiabilité et en les liant à la section « Notes et références ».
Pour les articles homonymes, voir Singh.
Ranjît Singh ou Randjit Singh (né en 1780 et mort le 27 juin 1839) est un chef sikh, unificateur et raja du Pendjab, fondateur de l'Empire sikh, incarnation de l'esprit de la Khālsā. Il est enterré à Lahore au Pakistan.

## Biographie
Ranjît est le fils de Mohan Singh, petit chef de guerre de la région de Gujranwala, alors à la tête de la misl (faction) Sukerchakia, auquel il succède à l'âge de douze ans.
Lorsque Ranjît Singh devient gouverneur de Lâhore au profit des Afghans, le Panjâb est éclaté en de nombreuses entités sous la direction de chefs de guerre tels que son père. Ranjît Singh se rend bientôt indépendant en 1799. Il fonde l'Empire sikh et prend le titre de Mahârâjadhirâaja le 12 avril 1801, puis étend son domaine en annexant Amritsar aux dépens des Moghols en 1802, Ludhiana en 1806, Kangra et Jammu en 1809, Wazirabad en 1810, Faridkot en 1807, Attock en 1813 et Multân en 1818. Il occupe ensuite le Cachemire en 1819 et s'empare de Peshâwar en 1823 à la suite de la bataille de Nowshera, fondant ainsi un grand État sikh.
Il obtient ces succès militaires grâce à la modernisation de son armée qu'il a entreprise en mettant à son service des officiers, par défiance vis-à-vis des Britanniques, essentiellement issus de la Grande Armée napoléonienne, dont Jean-François Allard et son compagnon d'arme Jean-Baptiste Ventura, qui l'organisent à l'occidentale.
Il signe un traité de paix avec la Compagnie anglaise des Indes orientales et avec l'émir afghan Shah Shuja qui assure paix et stabilité à son état. Il accueille ce dernier en 1813, alors en fuite, et en reçoit le diamant Koh-i Nor, qu'il porte en bracelet.
Ranjît Singh fait embellir le Harmandir Sahîb en le recouvrant de marbre et en faisant dorer son toit ce qui lui vaut le nom de Temple d'Or.
Ranjit Singh meurt à Lâhore en 1839, quatre de ses râni et sept de ses concubines esclaves font satî sur son bûcher funéraire.
Sa succession est difficile, Kharag Singh, son fils et successeur décède le 5 novembre 1840 ; le fils de ce dernier, Nunihâl Singh, monte sur le trône et meurt le 17 novembre suivant. La râni Chandâ Kûnwar, veuve de Kharag Singh, assure alors la régence pour Sher Singh, un des frères de Kharag Singh, mais il est assassiné en 1843. C'est finalement son fils Dhulîp Singh qui accède au trône mais il ne règne que trois ans, les Britanniques annexant le Pânjab en 1846, puis, au moment du traité de Lahore le 9 mars 1849, le jeune souverain se constitue prisonnier politique et doit remettre le Koh-i Nor au gouverneur de la Compagnie anglaise des Indes orientales, qui s'en empare, au titre des compensations de guerre.

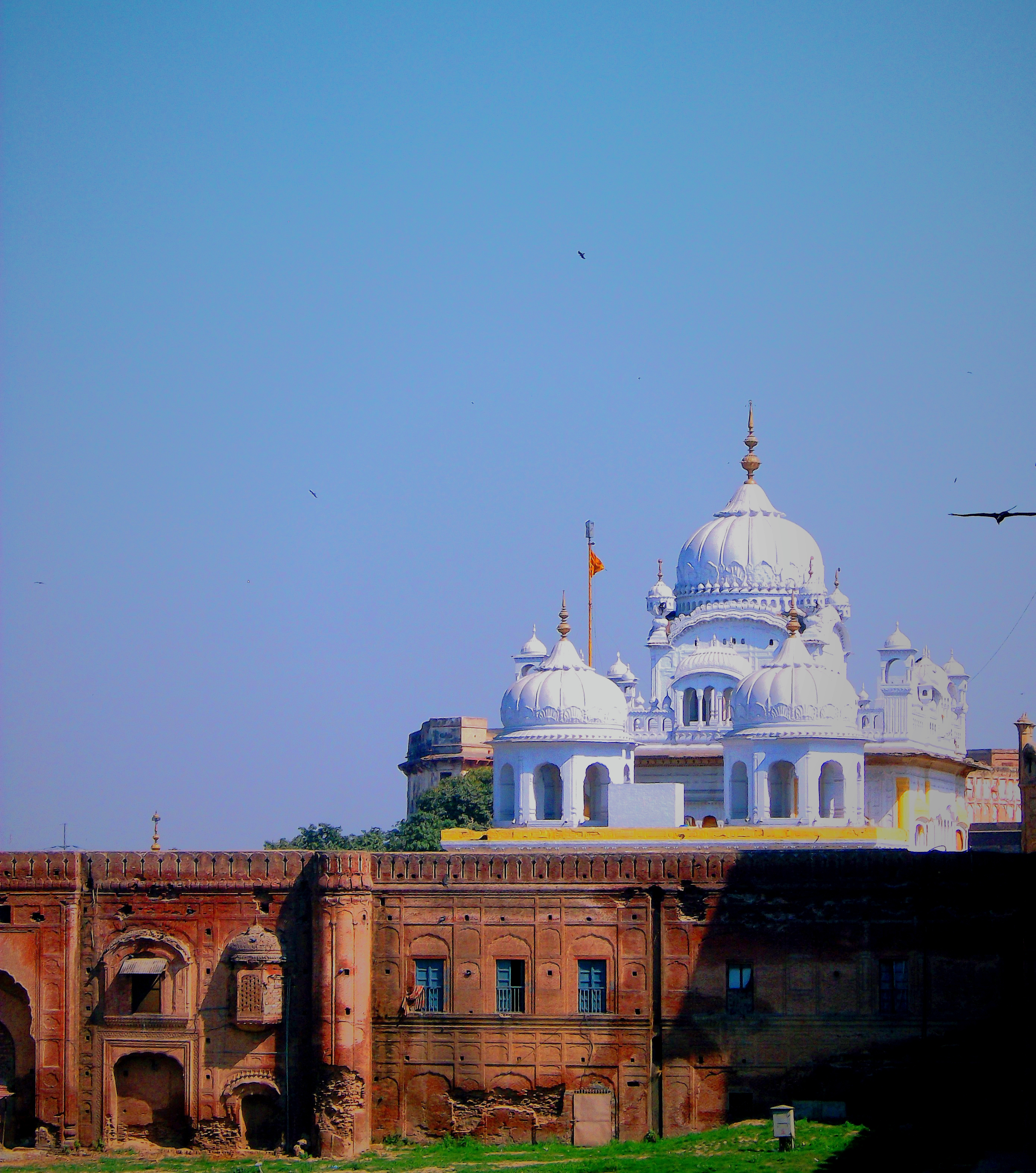
Samadhi (Lahore) de Ranjit Singh